# بله - مردم
بله - مردم Yes-People (به ایسلندی: Já-fólkið) یک پویانمایی کوتاه ایسلندی محصول سال ۲۰۲۰ به نویسندگی و کارگردانی گیسلی دری هالدورسون و تهیه‌کنندگی آرنار گونارسون و گیسلی دری هالدورسون است.

## داستان
ترکیبی التقاطی از افرادی که یک روز صبح با نبردهای روزمره روبرو می‌شوند.

## افتخارات و جوایز
- نامزد جایزه اسکار بهترین پویانمایی کوتاه در نود و سومین دوره جوایز اسکار شد.